# Vom Bordstein bis zur Skyline
Vom Bordstein bis zur Skyline ist das erste Soloalbum des Berliner Gangsta-Rappers Bushido. Es erschien am 14. Juli 2003 über das Independent-Label Aggro Berlin und ist gleichzeitig das letzte vollwertige Album, das Bushido bei diesem Label veröffentlichte. Vom Bordstein bis zur Skyline gilt als eines der einflussreichsten Alben des deutschsprachigen Gangsta-Raps. Es erreichte Platz 88 der deutschen Album-Charts und verzeichnete so damit sowohl für Bushido als auch dessen Label Aggro Berlin den jeweils ersten Charterfolg. Entsprechend gilt Vom Bordstein bis zur Skyline bis heute als wegweisend für den späteren Erfolg beider Seiten und wurde als Klassiker des deutschen Raps bezeichnet.
Seit dem 30. September 2005 darf das Album nicht mehr an Jugendliche unter 18 Jahren verkauft werden. Als Begründung gibt die Bundesprüfstelle für jugendgefährdende Medien, die für Indizierungen verantwortlich ist, an, dass es frauenfeindliche und diskriminierende Texte enthält.

## Inhalt
Das Album wird dem Genre Gangsta-Rap zugeordnet und zeichnet sich durch überwiegend harte Texte aus, die unter anderem Waffengewalt und Drogenkonsum (Eine Kugel reicht), Frauenfeindlichkeit (Dreckstück) sowie das Leben im Ghetto thematisieren. Mit Berlin ist auch eine Hymne auf Bushidos Heimatstadt enthalten, die zudem homophobe Textpassagen aufweist. Des Weiteren preist der Rapper sich im Lied Bushido selbst. Der Song Stupid White Man richtet sich gegen die Kriegspolitik des damaligen US-amerikanischen Präsidenten George W. Bush.

## Produktion und Samples
Alle Tracks wurden gemäß den Bookletangaben von Bushido allein produziert – mit Ausnahme von Track 7, 8, 10 und 19 (produziert von Bushido und Ilan), Track 1 und 6 (produziert von DJ Ilan), sowie Track 9 (produziert von Sido). Es werden keinerlei Angaben hinsichtlich der zahlreich verwendeten Samples gemacht.
Neben den offensichtlichen Dialog-Samples aus Jackie Chans „Sie nannten ihn Knochenbrecher“ in „Electrofaust“, die gleichzeitig aber auch als Samplequelle für die Musik diente, wurden bei den Songs „Berlin“ und „Pitch Bitch“ Samples von Yōko Kannos Musik aus der Serie The Vision of Escaflowne („Shadow of Doubt“, „Aoi Hitomi“, „Memory of Fanelia“) verwendet, auch das Outro von Sahira enthält ein Sample von Yoko Kanno, das der Rapper Booba bereits ein paar Jahre zuvor auf „Temps Mort“ verwendete. Die Tracks „Dreckstück“ und „Asphalt“ enthalten hingegen Samples der Lieder „Sieh, mein Geliebter, hier hab ich Gift“ und „Hades Pluton“ von Sopor Aeternus. „Zukunft“ enthält Samples aus dem Titel „J'y suís jamais allé“ von Yann Tiersen, der dem Soundtrack des Films „Die fabelhafte Welt der Amélie“ entnommen wurde. Der Track „Vom Bordstein bis zur Skyline“ enthält Teile des Stückes „Consensual Words“ der Gruppe „Delerium“. Das Instrumental des Tracks „Mein Revier“ stammt aus „Sweet Dreams“ der Gruppe Eurythmics. Die Musik von „Stupid White Man“ wurde von „Welcome to the Real World“ des Komponisten Don Davis vom Matrix-Soundtrack gesampelt, während man für „Tempelhof Rock“ das Stück „GOD Part 3 Remix“ von Mobb Deep sampelte. Des Weiteren werden bei einigen Tracks Musikstellen und Zitate aus dem Film „American History X“ verwendet. Die gesampelte Stimme in „Pussy“ stammt aus einem Pornofilm mit Kobe Tai.

## Covergestaltung
Das Cover zeigt den Rapper auf einem Bürgersteig hockend. Er beugt sich in Richtung der Kamera vor und stemmt die Hände an den Körper. Die Arme sind dadurch abgewinkelt und nicht vollständig im Bild erkennbar. Das Foto ist in Schwarz-Weiß gehalten. In der rechten unteren Ecke ist das Logo des Labels Aggro Berlin zu sehen. Dieses ist, ebenso wie der Titel des Albums und der in größerer Schrift darüber stehende Name des Rappers, in einem hellen Neongrün gehalten.

## Gastbeiträge
Elf Stücke des Albums enthalten Gastbeiträge anderer Künstler. Bushidos Freund und Labelkollege Fler ist gleich auf sechs Liedern mit einem Feature beteiligt („Vaterland“, „Mein Revier“, „Asphalt“, „Zukunft“, „Dreckstück“, „Vom Bordstein bis zur Skyline“). Die Sängerin Billy13 tritt auf dem Song „Bushido“ in Erscheinung, während die Sängerin Sahira in „Stupid White Man“ und beim „Outro“ zu hören ist. Der Berliner Untergrund-Rapper Joek2 hat einen Part auf „Tempelhof Rock“ und die beiden Berliner Sido und B-Tight treten auf „Renn“ als A.i.d.S auf.

## Titelliste
| #  | Titel                         | Gastmusiker | Produzent                | Länge | Anmerkung         |
| -- | ----------------------------- | ----------- | ------------------------ | ----- | ----------------- |
| 1  | Electrofaust                  |             | DJ Ilan                  | 2:12  |                   |
| 2  | Bushido                       | Billy13     | Bushido                  | 4:49  |                   |
| 3  | Bei Nacht                     |             | Bushido, DJ Ilan, Bommer | 3:23  | 1. Single         |
| 4  | Berlin                        |             | Bushido                  | 3:13  |                   |
| 5  | Vaterland                     | Fler        | Bushido                  | 3:21  |                   |
| 6  | Eine Kugel reicht             |             | DJ Ilan                  | 4:48  | Indizierungsgrund |
| 7  | Pitch Bitch                   |             | Bushido, DJ Ilan         | 0:42  |                   |
| 8  | Mein Revier                   | Fler        | Bushido, DJ Ilan, Bommer | 4:44  |                   |
| 9  | Renn                          | A.i.d.S     | Sido                     | 4:35  |                   |
| 10 | Gemein wie 10                 |             | Bushido, DJ Ilan         | 3:50  | 2. Single         |
| 11 | Streetwars                    |             | Bushido                  | 0:34  |                   |
| 12 | Tempelhof Rock                | Joek2       | Bushido                  | 4:07  | Indizierungsgrund |
| 13 | Asphalt                       | Fler        | Bushido                  | 4:04  |                   |
| 14 | Stupid White Man              | Sahira      | Bushido                  | 4:42  |                   |
| 15 | Zukunft                       | Fler        | Bushido                  | 3:44  |                   |
| 16 | Dreckstück                    | Fler        | Bushido                  | 5:23  | Indizierungsgrund |
| 17 | Pussy                         |             | Bushido                  | 4:19  | Indizierungsgrund |
| 18 | Vom Bordstein bis zur Skyline | Fler        | Bushido                  | 3:52  |                   |
| 19 | Outro                         | Sahira      | Bushido, DJ Ilan         | 3:02  |                   |

## Einzelne Lieder

### Electrofaust
Der Track „Electrofaust“ ist das Intro des Albums. Es wurden Zitate aus dem Jackie-Chan-Film Drunken Master integriert, die zusammen mit der Musik und Bushidos Rap-Part eine aggressive und düstere Stimmung vermitteln.

### Berlin
Der Song ist eine Hymne auf die Stadt Berlin. Unter anderem wegen der enthaltenen Sätze „Berlin wird wieder hart, denn wir verkloppen jede Schwuchtel“ und „Es ist ganz normal, Männer lutschen keine Schwänze“ wird Bushido bis heute Homophobie nachgesagt.

### Eine Kugel reicht
In „Eine Kugel reicht“ erzählt Bushido eine Geschichte in der Ich-Perspektive. Er erzählt, wie er zu einem Drogendealer geht, ihn verprügelt und ausraubt. Dass er ihn erschießt, sagt er zwar nicht wörtlich, er macht aber Andeutungen in die Richtung. Der Track war einer der Gründe, warum das Album indiziert wurde.

### Pitch Bitch und Streetwars
Bei „Pitch Bitch“ handelt es sich um einen instrumentalen Skit. Die zu hörende Stimme wurde „gepitcht“, wodurch sie sehr hoch klingt.
Bei „Streetwars“ handelt es sich ebenfalls um einen Skit. Jedoch ist hier nur stark orchestrallastige Musik zu hören.

### Dreckstück
Im Track „Dreckstück“ geht es darum, dass Bushido Streit mit seiner Freundin hat und dann für ein paar Stunden zu seinem Freund (im Track Fler) fährt, mit dem er dann über den Streit redet. Dann entschließt sich Bushido mit seinem Freund zurück zur Freundin zu fahren, um sich dann bei ihr zu entschuldigen und die Situation zu klären. Doch als sie ankommen, erwischen sie die Freundin in flagranti, da sie eine Affäre mit einem anderen Mann hat. Die beiden Protagonisten verprügeln daraufhin den Mann und die Freundin. Die Zeile „Nur weil du eine Frau bist und man dir in den Bauch fickt, heißt es nicht, dass ich dich nicht schlage bis du blau bist“ wurde als eine der härtesten des Albums beim Indizierungsverfahren verurteilt.

## Rezeption

### Kritiken
| Professionelle Bewertungen | Professionelle Bewertungen |
| -------------------------- | -------------------------- |
| Kritiken                   |                            |
| Quelle                     | Bewertung                  |
| laut.de                    | [ 5 ]                      |
| Allmusic                   | [ 6 ]                      |
| HipHop-Jam.net             | [ 7 ]                      |

Das Album erhielt überwiegend positive Kritiken.
- Das E-Zine laut.de gab Vom Bordstein bis zur Skyline die Höchstpunktzahl von fünf Punkten. Besonders die gute Produktion wird hervorgehoben:

„Aggroberlin-Rapper Bushido bietet das ganze Paket. Der "New Kid On The Block" representet auf seinem Debüt das Berliner Viertel Schöneberg To The Fullest. "Es ist gut hier zu sein, denn ich lebe für den Block", rappt Bushido. Und das auf sehr hohem musikalischen Niveau. Vergleiche zu Mobb Deeps "The Infamous"-Klassiker werden laut - ja, schallen förmlich durch die unsicheren Straßen des "Tempelhof Rock". [...] Doch ihn allein auf cooles Gangsta-Geprolle und gnadenloses Fronten zu reduzieren, wäre ungerecht. Wie Mobbster Prodigy gelingt es Bushido immer wieder, großartige Großstadtlyrik zu fabrizieren, die einem den bitteren Geschmack der Straßen auf die Zunge treibt.“

- Die Internetseite HipHop-Jam.net gab dem Album 4,5 von möglichen 5 Mics:

„Bushido liefert mit „Vom Bordstein bis zur Skyline“ ein Album ab, das Gangsta Rap in Deutschland revolutioniert. Jeder der Gangsta Rap auf Deutsch nicht mag, der wird auch dieses Album nicht mögen. Was dieses Album auszeichnet, sind die absolut geilen Beats und die extrem harte Art und Weise wie Bushido und seine Features rappen.“

### Indizierung
Das Album wurde per Online-Antrag vom Jugendamt des Landkreises Trier-Saarburg am 6. April 2005 zur Indizierung vorgeschlagen. Bushido und seine Plattenfirma hatten im Vorfeld der Sitzung interveniert und mit der Kunstfreiheit argumentiert. Es wurden Stellungnahmen des Kunsthistorikers und Kultursoziologen Roland Seim und von dem Produktionsleiter des Magazins Visions, Peter Hesse, eingeholt. Zwei Anwälte von Aggro Berlin verfolgten das Verfahren, eine Indizierung konnte jedoch nicht verhindert werden.
Das Album wurde wegen der Lieder Eine Kugel reicht, Tempelhof Rock, Dreckstück und Pussy indiziert. Das Zwölfer-Gremium bejahte eine Jugendgefährdung und bezeichnete die Texte im Urteil als „derb und menschenverachtend“. Die Texte enthielten diskriminierende Passagen über Homosexuelle, Behinderte und Frauen. Besonderen Anstoß nahmen die Prüfer an der Textstelle „Nur weil du eine Frau bist und man dir in den Bauch fickt / heißt es nicht, dass ich dich nicht schlage bis du blau bist“ vom Lied Dreckstück. Eine strafrechtliche Relevanz wurde allerdings verneint, das Album wurde in Liste A der indizierten Trägermedien aufgenommen. Die Indizierung trat am 30. September 2005 in Kraft.

### Nachwirkung

#### Bedeutung für Karriere von Künstler und Label
Vom Bordstein bis zur Skyline gilt neben Carlo Cokxxx Nutten als eines der einflussreichsten Alben des deutschsprachigen Gangsta-Raps. Das Berliner Label Aggro Berlin konnte mit dem Album seinen ersten Charteinstieg auf Platz 88 verzeichnen und läutete so den kommerziellen Erfolg des Labels ein, der mit Veröffentlichung von Sidos Single Mein Block Anfang 2004 endgültig einsetzte. Bushido stieg mit seinem nächsten, unter seinem eigenen Label ersguterjunge veröffentlichten Album Electro Ghetto auf Platz 6 der deutschen Album-Charts ein und entwickelte sich in den nächsten Jahren zu einem der erfolgreichsten und medienwirksamsten deutschen Musiker.
Das Album ist zugleich das letzte vollständige, das Bushido für Aggro Berlin einspielte. Nur noch auf dem Sampler Aggro Ansage Nr. 3 arbeitete er mit dem Label zusammen. Der für die anschließende Verpflichtung von Bushido durch die Universal Music Group zuständige A&R Neffi Temur, der später als A&R auch für Künstler wie Sido, Haftbefehl und MoTrip sowie die Abwicklung von Universals Zusammenarbeiten mit Aggro Berlin und Selfmade Records zuständig war und so für den Erfolg der Urban-Abteilung des Labels mitverantwortlich war, gab später an, dass sein Eindruck von Vom Bordstein bis zur Skyline seine Entscheidung beruflich als A&R der Urban-Abteilung tätig werden zu wollen begründet hätte. Ebenso sei das Album ausschlaggebend für sein Interesse an Bushido und seinen ersten Geschäftskontakt mit Aggro Berlin, die ab 2007 ebenfalls eine Zusammenarbeit mit Universal eingingen, ausschlaggebend gewesen sei.
Bushido selbst würdigte später Vom Bordstein bis zur Skyline, indem er 2006 mit seinem vierten Solo-Album Von der Skyline zum Bordstein zurück einen Quasi-Nachfolger des Albums aufnahm.

#### Würdigung durch Kritiker und andere Künstler
Unter Kritikern gilt Vom Bordstein bis zur Skyline immer noch als bestes Soloalbum von Bushido und als Meilenstein des deutschsprachigen Raps. Entsprechenden Kultstatus genießt das Album unter den Fans des Rappers. Das Hip-Hop-Magazin Juice zählte Vom Bordstein bis zur Skyline in der März/April-2013-Ausgabe ebenso wie das 2002 gemeinsam mit Fler veröffentlichte Carlo Cokxxx Nutten zu den fünf deutschen "Gangsta-Rap-Essentials".
Auch von anderen Künstlern außerhalb des Umfelds Bushidos wurde die Bedeutung des Albums im Nachhinein hervorgehoben. Der Rapper Casper bezeichnete Vom Bordstein bis zur Skyline 2011 im Interview mit der Süddeutschen Zeitung als "eine der wichtigsten deutschen Rapplatten aller Zeiten". Felix Brummer, Sänger der Musikgruppe Kraftklub, nannte das Album in einem Videointerview als eines der prägendsten fünf Deutschrap-Alben aller Zeiten.

#### Gerüchte über Namensherkunft
Fler beansprucht den Titel des Albums für sich. Via Instagram behauptete er im Juli 2018, dass 50 % des Albums "ihm gehöre", da er auf 6 Tracks vertreten war, die Refrains aus seiner Feder stammten und der Titel des Albums seine Idee wäre. Dies behauptete Fler bereits in seinem Disstrack Du Opfer, den er gemeinsam mit B-Tight 2005 veröffentlichte.

## Kommerzieller Erfolg
Das Album stieg in der 31. Kalenderwoche des Jahres 2003 auf Platz 88 in die deutschen Charts ein, verließ in der folgenden Woche die Top 100, bevor es noch einmal auf die Positionen 91 und 96 zurückkehrte, ehe es endgültig aus den Charts fiel. Nach Angaben des Universal-Music-A&R Neffi Temur wurden von Vom Bordstein bis zur Skyline mehr als 15.000 Einheiten verkauft.
Zwei Lieder des Albums wurden als Single ausgekoppelt. Der Song „Bei Nacht“ wurde vorab im Mai 2003 mitsamt einem Splitvideo aus „Electrofaust“ und „Bei Nacht“ veröffentlicht. Die zweite Single war „Gemein wie 10“. Beide Singles konnten sich nicht in den deutschen Charts platzieren.

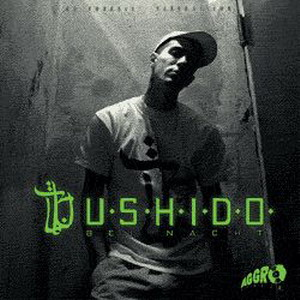
Cover der Single „Bei Nacht“
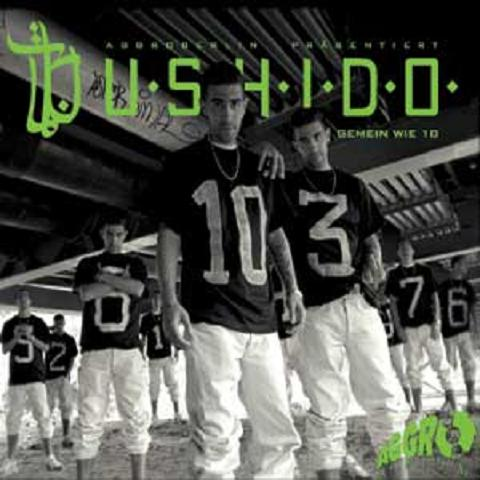
Cover der Single „Gemein wie 10“